# Weng (Bad Griesbach)
Weng ist ein Ort im Landkreis Passau in Niederbayern. Weng gehört zur Stadt Bad Griesbach im Rottal (Bad Griesbach i. Rottal), welche wiederum zum Bäderdreieck zählt.   

## Lage
Das Pfarrdorf Weng liegt im Isar-Inn-Hügelland etwa zwei Kilometer westlich von Bad Griesbach.

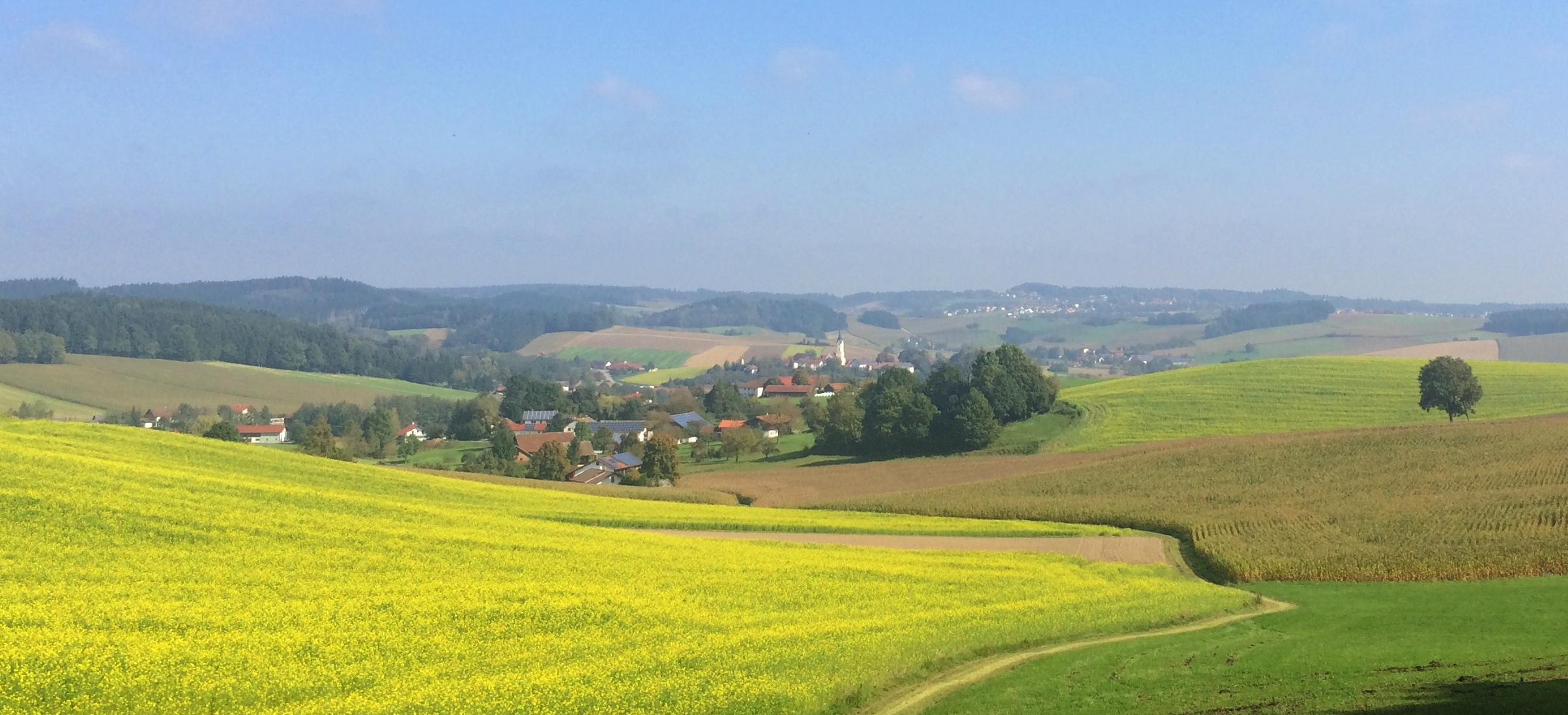
Blick auf Weng (Bildmitte) und Thal (im Vordergrund)

## Geschichte
Weng war in der Zeit des Herzogtums und Kurfürstentums Bayern im Landgericht Griesbach Mittelpunkt des Amtes Weng, zu der die Obmannschaft Weng gehörte. Aus dieser gingen der Steuerdistrikt Weng und 1818 mit dem zweiten Gemeindeedikt die Gemeinde Weng hervor.
Der von der Landwirtschaft geprägte Ort wurde seelsorglich ursprünglich von Karpfham betreut. 1500 erfolgte die Erhebung zur Expositur und 1807 zur Pfarrei. Sie zählte 1989 930 Katholiken. In der Pfarrei Weng wurde auf dem Venushof im Ortsteil Parzham 1818 Konrad von Parzham (Johann Birndorfer) geboren. Heute ist die Pfarrei Weng Teil des Pfarrverbands Bad Griesbach.
Die Gemeinde Weng wurde 1934 um die aufgelöste Gemeinde Buchet mit Buchet und Schildorn erweitert. Sie kam am 1. Januar 1972 im Zuge der Gemeindegebietsreform zu Griesbach im Rottal.

## Sehenswürdigkeiten
- Die Pfarrkirche Sankt Johannes der Täufer ist spätgotisch und wurde 1849 erweitert. An der Außenmauer befindet sich der Grabstein von Bruder Konrads Eltern Bartholomä und Gertraud Birndorfer.
- Die Schule des 1934 Heiliggesprochenen liegt ganz in der Nähe.
- Im Norden steht die katholische Wallfahrtskirche St. Wolfgang. Sie besitzt eine Holzfigur des hl. Wolfgang aus dem Jahr 1480, eine Marienfigur aus dem Jahr 1460 und eine spätgotische Figurengruppe der Anna selbdritt. Die Ausstattung ist frührokoko, der Hochaltar aus dem Jahr 1738 stammt von dem Bildhauer Johann Wenzeslaus Jorhan.[3] In dieser Kirche wurde Johann Birndorfer am 22. Dezember 1818 getauft.